# Перквис (Долина Аосте)
Перквис је насеље у Италији у округу Долина Аосте, региону Долина Аосте.
Према процени из 2011. у насељу је живело 11 становника. Насеље се налази на надморској висини од 1594 м.